# Die Panne
Die Panne ist eine Erzählung, ein Hörspiel (1956), ein Fernsehspiel (1957) sowie eine Komödie (1979) von Friedrich Dürrenmatt.
Die Erzählung – geschrieben 1955, mit dem Untertitel Eine noch mögliche Geschichte 1956 erstmals im Arche Verlag erschienen – wurde noch vor der Buchveröffentlichung als Hörspiel am 17. Januar 1956 von Gustav Burmester im NDR Hamburg erstgesendet, 1957 von Fritz Umgelter sowie 1972 von Ettore Scola unter dem Titel Die schönste Soirée meines Lebens verfilmt und schließlich am 13. September 1979 in Wilhelmsbad (Hanau) unter der Regie des Autors als Theaterstück uraufgeführt.

## Inhalt
Dürrenmatt hat der Erzählung einen kurzen „Ersten Teil“ vorangestellt, in dem er über die (selbstgestellte) Frage „Gibt es noch mögliche Geschichten, Geschichten für Schriftsteller?“ nachdenkt. Die Menschen wollten nur noch Geständnisse und Skandalgeschichten sowie Abhandlungen des Autors über die eigene Psyche. Literatur kann, so Dürrenmatt, nicht darin bestehen, das eigene Innere nach außen zu kehren. Er will vielmehr hinter seinem Stoff zurücktreten, ist sich aber nicht sicher, ob das noch möglich ist. Am Ende kommt er darauf, in einer Welt der Pannen zu leben. Egal, wie sehr die Welt technisiert sein wird, Pannen wird es immer geben. Solange es Pannen gibt, gibt es auch mögliche Geschichten. Mit diesem Fazit beginnt der „Zweite Teil“, die eigentliche Erzählung.
Deren Ausgangspunkt bildet eine Autopanne des Textilvertreters Alfredo Traps, die ihn dazu zwingt, in einem kleinen Dorf zu übernachten. Er wird zum Haus eines pensionierten Richters namens Wucht gewiesen und von diesem zu einem opulenten Essen eingeladen, wenn er an einem Spiel teilnimmt, in dem er als Angeklagter vor Gericht steht, während Wucht sowie seine ebenfalls pensionierten Freunde Staatsanwalt Zorn, Verteidiger Kummer und Henker Pilet über ihn zu Gericht sitzen. Traps, der der Schlaraffia angehört, nimmt die Einladung an, von der er sich großen Spaß erhofft, und verzichtet dafür auf einen Abend im überregional bekannten Landgasthof mit Aussicht auf eine außereheliche Affäre.
Im Tischgespräch plaudert Traps offen und selbstgefällig über seine Karriere und sein Leben. Bald zeigt sich, dass der ehrgeizige Geschäftsmann die zum sozialen Aufstieg nötigen Mittel kennt und einsetzt. Zunächst ist er noch stolz darauf, aber im Laufe des Abends wird Traps klar, dass mit seiner Erzählung die Beweisaufnahme im Rahmen des Spiels längst begonnen hat. Aus der Perspektive des Gerichts erkennt er, dass er sich zwar stets im Rahmen der Legalität bewegt hat, ohne jedoch einem wahrhaftigen Ethos zu folgen – er hat von Schwächen anderer profitiert und sie geschickt ausgenutzt.
Aus Traps’ kurzer Affäre mit der Frau seines vormaligen, früh verstorbenen Chefs Gygax dreht ihm Zorn schließlich einen Strick und klagt ihn des Mordes an, da er von Gygax’ Herzkrankheit wusste und angesichts dieser Affäre mit einem tödlichen Herzanfall zu rechnen war. In zunehmend alkoholisierter Stimmung sieht Traps sich schließlich als Täter und fühlt sich sogar gut dabei. Er schneidet Kummers Verteidigungsrede ab, der auf unschuldig plädiert, gesteht den Mord und bittet Wucht um das Urteil. Dieser beendet den Abend, indem er den betrunkenen Traps zum Tode verurteilt und von Pilet ins Zimmer der zum Tode Verurteilten zur Nachtruhe bringen lässt.
Die Werke enden unterschiedlich: In der Erzählung erhängt sich der von seiner Schuld überzeugte Traps, während er im Hörspiel und im Film am nächsten Morgen seinen Rausch ausgeschlafen und alles vergessen hat. Im Theaterstück kommen noch zusätzliche Personen hinzu und auch diese Geschichte endet mit dem Tode Traps’, allerdings erschießt er sich in dieser Fassung. Auch sonst unterscheiden sich die verschiedenen Fassungen in verschiedenen Einzelheiten; in der Hörspielfassung wird den Gästen je nach Urteil ein unterschiedliches Zimmer zugewiesen – ein Motiv, das in der Erzählung noch fehlt.

## Hintergrund
Die Entstehung des Textes geht auf die Geldnot Dürrenmatts in den fünfziger Jahren zurück; die Hörspielaufträge des deutschen Rundfunks brachten ihm für die Arbeit von zwei Monaten etwa 5000 Franken ein.
Der Vorname Alfredo erinnert an den Täter bzw. das Opfer Alfred Ill (aus: Der Besuch der alten Dame). Der Nachname stammt als sprechender Name entweder aus dem englischen „trap“, in eine Falle treten bzw. an das bernische „i öppis ine trappe“, in etwas hineintappen.
Mit dem fortschreitenden Mahl werden auch die Weine und der Weinbrand immer älter, vom Neuchateller über den Bordeaux (1933) zum Château Pavie 1921, vom Château Margaux Jahrgang 1914 zum Kognak aus dem Jahre 1893. Die Gastgeber stammen selbst alle aus dem 19. Jahrhundert und auch der Rechtsspruch „es kommt zum Todesurteil“ stammt aus dem vorangehenden Jahrhundert.
Der zentrale Gedanke der Erzählung zeigt sich, als Traps auf seine Frage, welches Verbrechens er denn angeklagt sei, die Antwort erhält: „Ein unwesentlicher Punkt, mein Freund. Ein Verbrechen lässt sich immer finden.“ sowie „Gestehen muss man, ob man will oder nicht, und zu gestehen hat man immer was“. Dem liegt Dürrenmatts zutiefst pessimistische Überzeugung zu Grunde, die ganze Welt sei ein einziges Verbrechen, das weder aufklärbar noch sühnbar sei. Dieser zynische Charakterzug formte sich in seiner 1940er Zürcher Studienzeit, da er nicht mehr aus noch ein wusste.

## Rezeption
Die Panne wurde 1957 mit dem Hörspielpreis der Kriegsblinden und 1958 mit dem Literaturpreis der Westschweizer Tageszeitung Tribune de Lausanne ausgezeichnet.
Die Panne ist ein anhaltend populäres Stück und wird bis heute als Schullektüre gelesen. Insbesondere die Frage von Schuld und Gerechtigkeit sowie die unterschiedlichen Sichten auf diese machen Die Panne zu einem zeitlos aktuellen Werk der Literatur.
Ebenso die Groteske, die in beinahe allen Werken Dürrenmatts zu bemerken ist, kommt hier deutlich zur Schau, besonders in dem Drama.
Nach Sigrid Löffler ist die Panne eine Banalisierung von Kafkas Prozess. Auch andere Autoren vergleichen Die Panne mit Kafkas Roman.
Marcel Reich-Ranicki dagegen nennt die Erzählung eine der besten deutschen Erzählungen nach 1945. Er hebt besonders hervor, dass es sich um einen gespielten Gerichtsapparat, d. h. eine Parodie des Gerichtswesens, handelt.
Daniel J. Solove, ein Wissenschaftler mit Bezug zur Privatsphäre in Verbindung mit Informationstechnologie, nennt die Antwort „Ein unwesentlicher Punkt, mein Freund. Ein Verbrechen lässt sich immer finden.“ als eines der Beispiele für seine Kritik am Argument „Ich habe nichts zu verstecken“ (engl. „I’ve got nothing to Hide“).
Hermann Kant sah in der Erzählung eine „geniale Karikatur“ und vertrat die Ansicht, dass es schwerfallen dürfte, im Kriminalgenre „eine gleichwertige Geschichte zu finden“.

## Buchausgaben
- Die Panne. Eine noch mögliche Geschichte. Arche, Zürich 1956; Diogenes, Zürich 2006, ISBN 3-257-23539-9
- Der Richter und sein Henker. Die Panne. Verlag Volk und Welt, Berlin 1964 (Nachwort: Hermann Kant)
- Der Hund. Der Tunnel. Die Panne. Erzählungen. Diogenes, Zürich 1998, ISBN 3-257-23061-3 (Werkausgabe, Band 21)

## Verfilmungen
- Die Panne (1957). Regie: Fritz Umgelter, Friedrich Dürrenmatt (Buch), Peter Ahrweiler (Alfredo Traps), Kurt Horwitz (Richter), Carl Wery (Staatsanwalt), Harry Hardt (Verteidiger), Willy Rösner (Henker), Nora Minor (Simone), Fred Kallmann (Garagist). Südfunk Stuttgart
- Авария (Awarija, 1975). Regie: Vytautas Žalakevičius. Darsteller: Regimantas Adomaitis (Alfredo Traps), Jüri Järvet (Richter) u. a. Produktion: Mosfilm
- The Deadly Game (1982). Regie: George Schaefer
- Die schönste Soirée meines Lebens (1972). Regie: Ettore Scola

## Hörbücher
- Friedrich Dürrenmatt: Die Panne. Gelesen von Christian Brückner. Diogenes, Zürich 2007, ISBN 978-3-257-80153-8
- Friedrich Dürrenmatt: Die Panne und eine kurze Rede des Autors. Christoph Merian Verlag, Basel 2010, ISBN 978-3-85616-447-8

## Hörspiele
- 1956 – Die Panne; Regie: Walter Ohm; Mitwirkende: Ernst Schlott – Alfredo Traps, Leo Bardischewski – Garagist, Carl Burg – Wirt, Hans Leibelt – Richter, Kurt Horwitz – Staatsanwalt, Hans Herrmann-Schaufuß – Verteidiger, Fritz Strassner – Pilet, Henker, Hilli Wildenhain – Simone, Panos Papadopulos – Tobias; Produktion: Bayerischer Rundfunk / Süddeutscher Rundfunk[12]
- 1956 – Die Panne; Regie: Gustav Burmester; Mitwirkende: Kurt Meister – Alfred Traps, Albert Florath – Richter, Paul Bildt – Staatsanwalt, Günther Hadank – Verteidiger, Ludwig Linkmann – Pilet, Ruth Poelzig – Simone, Werner Schumacher – Garagenbesitzer, Rudolf Fenner – Wirt, Joseph Offenbach – Tobias; Produktion: Norddeutscher Rundfunk[13]
- 1956 – Die Panne; Regie: Alfons Hoffmann; Mitwirkende: Amido Hoffmann, Otto Nissl, Franz Johann Danz, Siegfried Süssenguth, Rudolf Hammacher u. a.; Produktion: Schweizer Radio DRS[14]
- 1961 – Die Panne. Ein Hörspiel. Verlag der Arche, Zürich 1961, ISBN 3-7160-0360-3
- 1962 – Die Panne; Regie: Hans Knötzsch; Mitwirkende: Hans-Joachim Hanisch – Alfredo Traps, Robert Johannsen – Staatsanwalt, Otto Dierichs – Richter, Friedrich Links – Simone, Fritz Schlegel – Pilet, Werner Kamenik – Wirt, Werner Lierck – Garagist; Produktion: Rundfunk der DDR[15]
- 1998 – Die Panne. Ein Hörspiel und eine Komödie. Diogenes, Zürich 1998, ISBN 3-257-23056-7